# Hao Wei min
Hao Wei min  (7 de abril de 1953) es un químico atmosférico y climatólogo taiwanés, al servicio del Departamento de Agricultura de los Estados Unidos, y en el Grupo Intergubernamental de expertos sobre el Cambio Climático （IPCC）participando como miembro, en 2007 de la obtención del Premio Nobel de la Paz. Su padre era el académico Hao Fu-da del Departamento de Química de la Academia Sínica de Ciencias.

## Biografía
En 1972 se graduó de la Taipei Jianguo, y de la Universidad Católica Fu Jen Departamento de Química con un BS, del Instituto de tecnología de Massachusetts Máster, y por la Universidad de Harvard, sobre Química de la atmósfera, un Ph.D.
Ha trabajado en el Rin, río de Maguncia, Alemania de la Academia Nacional de Ciencias.
En 1991, ingresó Departamento de Agricultura y Servicios Forestales de EE. UU. en la ciudad de Missoula （Missoula trabajo de laboratorio
En 1994, se convierte en miembro del Grupo Intergubernamental de expertos sobre el Cambio Climático. Y, en el mismo año, por el IPCC se publica el primer Informe de cambio climático. Fue responsable del Monitoreo climático de las Montañas Rocosas。
En 2007, con el IPCC y participante en los trabajos pertinentes, obtienen el Premio Nobel de la Paz .
Hasta 2014, ha sido autor o coautor de más de 70 publicaciones en revistas especializadas. Sus publicaciones son ampliamente citados por las principales instituciones y universidades de todo el mundo.